# Обаси, Чинеду
Чине́ду Оба́си Огбу́ке (англ. Chinedu Obasi Ogbuke; 1 июня 1986, Энугу) — нигерийский футболист, нападающий.

## Карьера

### Клубная
Чинеду Обаси начал карьеру в нигерийских командах и выступал там вплоть до 2005 года, когда он перешёл в норвежский клуб «Люн». Там он выступал на протяжении 2-х сезонов. Обаси вместе с соотечественником и партнёром по команде Джоном Оби Микелем привлекли внимание лондонского «Челси», однако английский клуб купил только Микеля. Также нападающим интересовались лондонский «Арсенал», московский ЦСКА и «Ливерпуль». В декабре 2006 года московский «Локомотив» захотел приобрести Обаси; стороны достигли предварительного соглашения — 5,7 млн долларов за трансфер игрока и контракт на 4 года, однако сделка не состоялась из-за увольнения из команды президента, главного тренера и спортивного директора «Локомотива».
27 августа 2007 года Обаси перешёл в немецкий клуб «Хоффенхайм»; сумма трансфера составила 5 млн евро, что позволило ему стать самым дорогим трансфером второй Бундеслиги. 3 сентября 2007 года он дебютировал в основе команды в матче чемпионата Германии с клубом «Фрайбург», в котором он забил 2 гола, однако его клуб проиграл 2:3. В декабре 2009 года Обаси продлил контракт с «Хоффенхаймом» до 2014 года.
24 декабря 2011 года «Шальке 04» взял Обаси в аренду у «Хоффенхайма» до конца сезона с последующим правом выкупа. 27 марта 2012 года «Шальке» выкупил права на Обаси, который подписал контракт с клубом до 2015 года.
Летом 2016 года Обаси подписал контракт со шведским клубом АИК. В феврале 2017 года он перешёл в китайский «Шэньчжэнь», подписав контракт до конца года.

### Национальная
Обаси участвовал в составе разных молодёжных сборных его страны на различных турнирах. В 2001 году со сборной до 17 лет он играл на юношеском первенстве мира, где его команда заняла 2-е место. В 2005 году он играл на молодёжном чемпионате мира, где Нигерия также завоевала серебряные медали. В 2008 году он выиграл серебряные медали на Олимпийских играх в Пекине, где забил два гола своей команды в полуфинале со сборной Бельгии.
В 2010 году Обаси играл на Кубке африканских наций, где Нигерия заняла 3-е место. Сам Обаси провёл на турнире все 6 игр своей команды. В том же году он играл на чемпионате мира.

## Достижения
- Лучший молодой игрок чемпионата Норвегии: 2006